# Sandhems socken
Sandhems socken i Västergötland ingick i Vartofta härad, ingår sedan 1971 i Mullsjö kommun och motsvarar från 2016 Sandhems distrikt.
Socknens areal är 102,30 kvadratkilometer varav 98,28 land. År 2000 fanns här 1 120 invånare. Tätorten Sandhem med sockenkyrkan Sandhems kyrka ligger i socknen.

## Administrativ historik
Socknen har medeltida ursprung. Socknen införlivade tidigt Ljunghems socken och 1548 Mossebergs socken. År 1655 utbröts Nykyrka socken. 
Vid kommunreformen 1862 övergick socknens ansvar för de kyrkliga frågorna till Sandhems församling och för de borgerliga frågorna bildades Sandhems landskommun. Landskommunen uppgick 1952 i Mullsjö landskommun som 1971 ombildades till Mullsjö kommun. Församlingen uppgick 2002 i Sandhem-Utvängstorps församling som 2010 uppgick i Mullsjö-Sandhems församling.
1 januari 2016 inrättades distriktet Sandhem, med samma omfattning som församlingen hade 1999/2000.
Socknen har tillhört län, fögderier, tingslag och domsagor enligt vad som beskrivs i artikeln Vartofta härad. De indelta soldaterna tillhörde Skaraborgs regemente och Västgöta regemente, Vartofta kompani.

## Geografi
Sandhems socken ligger kring Tidan sjön Stråken och Sandhemssjön. Socknen är en kuperad skogsbygd.
Gårdarna Grimstorp, Dintestorp, Tunarp och Margreteholm ligger i socknen.

## Fornlämningar
Från bronsåldern finns gravrösen. Från järnåldern finns gravar, gravfält, stensättningar och domarringar. Även fossil åkermark och över 40 kilometer av hålvägar har påträffats.

## Namnet
Namnet skrevs 1359 Sandeem och kommer från kyrkbyn. Efterleden är hem, 'bolplats; gård'. Förleden innehåller sand syftande på sandig jord.

## Kända personer från Sandhem
Konservatorn och zoologen Gustaf Kolthoff föddes i Sandhem 1845.
Idrottarna Sara Hagström och Johanna Hagström är födda i Sandhem